# Oderna Frankfurt (Oder)
Der VEB Oderna war ein Betrieb der chemischen Industrie in Frankfurt (Oder) zu Zeiten der Deutschen Demokratischen Republik.

## Geschichte

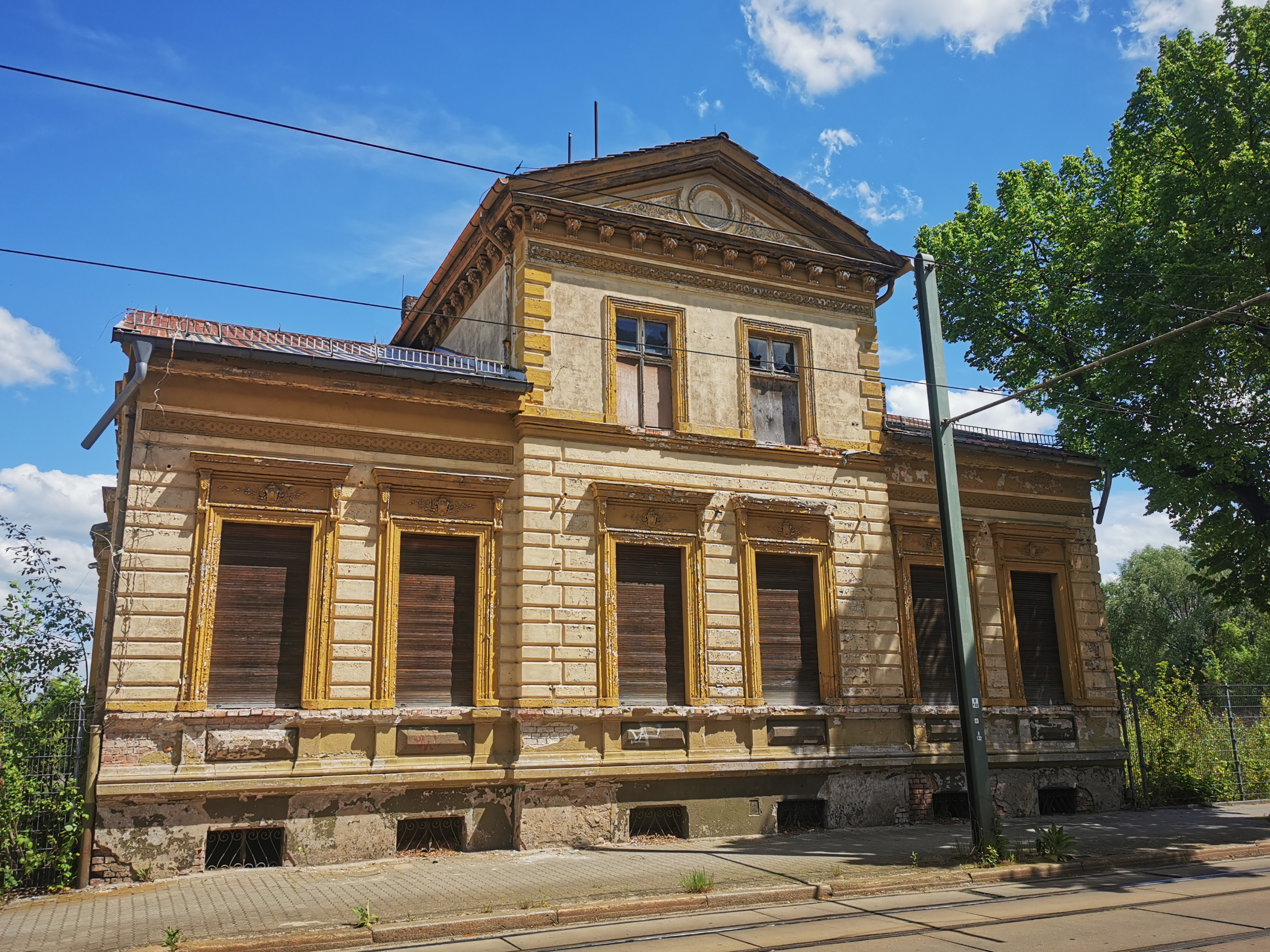
Von Heilborns Kerzenfabrik als Kontor genutzte Fabrikantenvilla in der Herbert-Jensch-Straße 10 in Frankfurt (Oder). Foto von 2021

1895 gründete der aus Breslau stammende jüdische Kaufmann Leopold Heilborn in Frankfurt (Oder) in der Großen Müllroser Straße 53 die Märkische Kerzenfabrik Heilborn & Co. Das Unternehmen wurde 1910 in Nebenproduktion um die Herstellung von Seifen erweitert. Es entwickelte sich zu einem der größten deutschen Seifenfabriken. Das Unternehmen wurde bald modernisiert und zog auf ein Grundstück in der Küstriner Straße (heute Herbert-Jensch-Straße 10) um. Dort war seit etwa 1864 die Ofen- und Tonwarenfabrik von Hornemann & Schimpke ansässig gewesen. Die bereits um 1850 errichtete Fabrikantenvilla wurde von Heilborns Kerzenfabrik ab 1919 als Kontor genutzt und steht heute unter Denkmalschutz. Ab 1924 produzierte das Unternehmen Kern- und Schmierseife, Seifenpulver und parfümierte Toilettenseifen. Die Toilettenseifen wurden nach Osteuropa und Amerika exportiert.
Ab 1933 wurden der jüdische Chemiker Dr. Alfred Glücksmann  und der jüdische Rechtsanwalt Siegfried Glücksmann als Inhaber genannt. Ein bekanntes Produkt des Unternehmens wurde die Fettseife „Basalt“ zur Körper und Haushaltpflege mit markanter, pyramidaler Form.
Die Seifen- und Kerzenfabrik wurde 1937/1938 Betriebsteil des Dreiring-Werks Krefeld, vermutlich im Zuge der sogenannten Arisierung.
In der sowjetischen Besatzungszone gelegen, wurde das Werk 1947 verstaatlicht und als VEB Kerzen- und Seifenfabrik in Volkseigentum überführt. 1953 erfolgte die Umbenennung in VEB Oderna. Seifen-Marken von Oderna waren „Seerose“, „Blütentraum“, „Alt Frankfurt“, „Oderna Sport Seife“, „Oderna Sandel“, „Oderna Feinseife“, „Oderna Seifenflocken“, „Oderna Terpentin Benzinseife“, „Oderna Salmiak Terpentin Benzin Seife“, „Oderna Kamille Seife“ und „Oderna Kernseife“.
Die Seifenproduktion der DDR wurde 1960 im Konsum Seifenwerk Riesa zusammengefasst und in Frankfurt beendet. Die Produktion in Frankfurt (Oder) wurde auf Gummierzeugnisse wie Gasmasken, Wathosen, Autofrontscheibenabdeckungen umgestellt. Der Betrieb erhielt die Bezeichnung VEB Gummiwerk Oderna Frankfurt (Oder).
Nach dem Ende der DDR gab es im Jahr 1990 Bemühungen, den Betrieb als Niederlassung „Oderna“ der Gummiwerke Elbe GmbH in Priesteritz zu privatisieren, die jedoch erfolglos blieben.